# 7110 Johnpearse
7110 Johnpearse este un asteroid din centura principală, descoperit pe 7 decembrie 1983, de Observatorul din Perth.